# 尼古拉斯·岡薩雷斯
尼古拉斯·伊万·冈萨雷斯（西班牙語：Nicolás Iván González，發音：[nikoˈlas iˈβaŋ ɡonˈsales]；1998年4月6日—），阿根廷足球運動員，現效力意甲球會尤文图斯，阿根廷國家足球隊成員，司職前鋒。

## 俱樂部生涯
尼古拉斯·岡薩雷斯18歲出道於阿甲球隊阿根廷青年，不久即成為球隊的進攻主力，並助球隊奪得阿乙聯賽冠軍升上阿甲聯賽。升上阿甲後，尼古拉斯·岡薩雷斯正式成為了球隊在進攻線上其中一名重心球員，並有着出色的表現。
憑着他於阿甲聯賽效力時的出色表現，讓尼古拉斯·岡薩雷斯得到不少歐洲球隊球探的注意，結果於2018年夏天獲德甲球隊斯图加特以1125萬歐元簽入。
來到了德甲聯賽，尼古拉斯·岡薩雷斯立即成功成為了球隊的正選陣容之中，有著出色的表現，只是球隊於該季戰績持續低迷，更於升降附加賽中不敵爭取升班的柏林聯盟，最終保級失敗，要降落德乙聯賽。
雖然受到一些德甲球隊的邀請，但尼古拉斯·岡薩雷斯結果還是隨隊出戰德乙聯賽，而他於德甲老牌中鋒退役後，成為了球隊鋒線上的重心球員，而尼古拉斯·岡薩雷斯亦發揮出他敏銳的進球觸覺，成為了球隊的首席射手，助球隊成為德乙聯賽亞軍，只用了一季時間便成功重返德甲賽場。雖然去季尼古拉斯·岡薩雷斯於下半季受到肌肉撕裂困擾而提早休季，但憑借上半季的出色表現，助球隊成功留在德甲。
2021年夏天，尼古拉斯·岡薩雷斯離開了德甲聯賽，獲意甲球隊佛罗伦萨以2350萬歐元簽入。來到意甲聯賽後，尼古拉斯·岡薩雷斯被視為球隊重組的重要球員。

## 外部連結
- Soccerway資料庫：尼古拉斯·岡薩雷斯